# تایکوکی
تایکوکی (به ژاپنی: 太閤記 Taikōki) یا هوآن تایکوکی (به ژاپنی: 甫庵太閤記 Taikōki)، زندگینامه تویوتومی هیده‌یوشی، کانپاکو در طول دوره آزوچی-مومویاما در تاریخ ژاپن است. این زندگینامه توسط محقق کنفسیوس‌گرا، اوزه هوآن (小瀬 甫庵 ۱۵۶۴–۱۶۴۰) در سال ۱۶۲۶ در زمان حاکم سوم خاندان توکوگاوا، شوگونسالاری توکوگاوا، توکوگاوا ایه‌میتسو منتشر شد. این زندگینامه شامل ۲۰ طومار است. تایکوکی از دیدگاه‌های فردی هوآن از تاریخ و تفسیر از مواد تاریخی تأثیر گرفته است.
کتاب‌های داستان تاریخی مدرنی که بر اساس تایکوکی نوشته شده‌اند، تایکوکی شینشو نوشتهٔ ایجی یوشیکاوا، ایهون تایکوکی نوشتهٔ سوهاچی یامائوکا و شینشی تایکوکی نوشتهٔ شیبا ریوتارو هستند. رمان ایجی یوشیکاوا مرجعی برای شبکه تلویزیونی ان‌اچ‌کی (NHK) در ساخت یکی از سری‌های مجموعه تلویزیونی تایگا، بنام تایکوکی (مجموعه تلویزیونی تایگا) (۱۹۶۵) بود. رمان شیبا و دیگر آثار او نیز مبنایی برای ساخت مجموعه تلویزیونی داستان ربودن سرزمین (۱۹۷۳)، یکی دیگر از مجموعه‌های تلویزیونی تایگا قرار گرفت.